# Nordirische Snooker-Meisterschaft
Die nordirische Snooker-Meisterschaft ist ein nationaler Wettbewerb zur Ermittlung des nordirischen Meisters in der Billardvariante Snooker, die seit 1927 jährlich stattfindet. Rekordsieger ist Patrick Wallace, der bei zehn Finalteilnahmen neun Mal gewonnen hat.

## Geschichte
Der erste Sieger des Wettbewerbs war Gibson Barron, der Robert Duff 1927 besiegte. Erster Seriensieger wurde Jack McNally, der zwischen 1931 und 1946 die Trophäe sechs Mal gewann. 1946 besiegte er Jackie Rea, der ein Jahr später selber gegen Jack Bates gewann. Bates gewann die nächsten drei Wettbewerbe. In den 1950er-Jahren dominierte erst Jim Stevenson den Wettbewerb, der in den fünf folgenden Wettbewerben immer im Finale stand und dabei vier Mal gewann.  Die 1960er-Jahre wurden von Dessie Anderson, Maurice Gill und Sammy Crothers dominiert. 1968 gewann Alex Higgins, der ein Jahr später im Finale gegen Anderson verlieren sollte und weitere drei Jahre später die Snookerweltmeisterschaft gewinnen sollte. Die erste Hälfte der 1970er-Jahre wurde vom Jimmy Clint dominiert, der 3 von 5 Wettbewerben gewann. Die zweite Hälfte dominierte dann Donal McVeigh, der bei vier Finalteilnahmen zwei Mal siegte. In den folgenden Jahrzehnten gewann zahlreiche Spieler, hervorgehoben seien hier der Doppelsieg von Jack McLaughlin 1983 und 1984 und Joe Swail, der 1988 und 1991 im Finale stand und später Profispieler werden sollte. Ab 2012 gewann Patrick Wallace fünf Mal in Folge.
Robbie McGuigan gewann den Wettbewerb 2021 11 Tage nach seinem 17. Geburtstag als bis dahin jüngster Spieler durch ein 10:4 über Rab McCullagh. 2022 und 2023 konnte er seinen Titel verteidigen. Amtierender Titelverteidiger ist Patrick Wallace.

## Titelträger
| Jahr             | Sieger            | Ergebnis  | Finalist          |
| ---------------- | ----------------- | --------- | ----------------- |
| 1927             | Gibson Barron     | 4:3       | Robert Duff       |
| 1928             | J. Perry          | 5:2       | Jack Blackburn    |
| 1929             | W. Little         | 3:2       | John Ross         |
| 1930             | J. Luney          | 4:3       | Gibson Barron     |
| 1931             | Jack McNally      | 3:2       | W. R. Mills       |
| 1932             | John Ross         | 3:2       | W. R. Mills       |
| 1933             | J. French         | 4:1       | J. Chambers       |
| 1934             | John Ross         | 5:0       | W. Price          |
| 1935             | William Agnew     | 4:1       | John Ross         |
| 1936             | W. Lowe           | 5:0       | Sammy Brooks      |
| 1937             | J. Hillis         | 4:0       | Jack Blackburn    |
| 1938             | Jack McNally      | 4:3       | W. H. Sanlon      |
| 1939             | Jack McNally      | 4:3       | Samy Brooks       |
| Keine Austragung |                   |           |                   |
| 1941             | Jack McNally      | 4:2       | A. Heron          |
| Keine Austragung |                   |           |                   |
| 1945             | Jack McNally      | 4:0       | Charles Downey    |
| 1946             | Jack McNally      | 4:3       | Jackie Rea        |
| 1947             | Jackie Rea        | 4:2       | Jack Bates        |
| 1948             | Jack Bates        | 4:1       | Edward Haslem     |
| 1949             | Jack Bates        | 4:2       | Jim Stevenson     |
| 1950             | Jack Bates        | 4:2       | John Dickinson    |
| 1951             | Jim Stevenson     | 4:1       | Edward Haslem     |
| 1952             | Jim Stevenson     | 4:1       | Dan Turley        |
| 1953             | Jim Stevenson     | 4:1       | Joe Thompson      |
| 1954             | William Seeds     | 4:2       | Jim Stevenson     |
| 1955             | Jim Stevenson     | 4:1       | Maurice Gill      |
| 1956             | Sammy Brooks      | 4:3       | George Lyttle     |
| 1957             | Maurice Gill      | 4:1       | Dessie Anderson   |
| 1958             | William Agnew     | 4:3       | Billy Hanna       |
| 1959             | Billy Hanna       | 4:3       | William Seeds     |
| 1960             | Maurice Gill      | 4:3       | Dessie Anderson   |
| 1961             | Dessie Anderson   | 4:1       | Maurice Gill      |
| 1962             | Sean MacMahon     | 4:2       | Dessie Anderson   |
| 1963             | Dessie Anderson   | 4:2       | Jimmy Clint       |
| 1964             | Paddy Morgan      | 4:2       | Maurice Gill      |
| 1965             | Maurice Gill      | 4:1       | Sammy Crothers    |
| 1966             | Sammy Crothers    | 4:3       | Billy Caughey     |
| 1967             | Dessie Anderson   | 4:1       | Sammy Crothers    |
| 1968             | Alex Higgins      | 4:1       | Maurice Gill      |
| 1969             | Dessie Anderson   | 4:0       | Alex Higgins      |
| 1970             | Jimmy Clint       | 4:3       | Noel McCann       |
| 1971             | Sammy Crothers    | 4:2       | Dessie Anderson   |
| 1972             | Paddy Donnelly    | unbekannt | Sammy Pavis       |
| 1973             | Jimmy Clint       | unbekannt | Sean MacMahon     |
| 1974             | Paddy Donnelly    | 4:1       | Sammy Pavis       |
| 1975             | Jimmy Clint       | 4:1       | Sean MacMahon     |
| 1976             | Eddie Swaffield   | 4:1       | Donal McVeigh     |
| 1977             | Donal McVeigh     | 4:0       | George Maxwell    |
| 1978             | Donal McVeigh     | 4:2       | Liam McCann       |
| 1979             | Raymond Burke     | 4:3       | Jim Begley        |
| 1980             | Sam Clarke        | 4:3       | Donal McVeigh     |
| 1981             | Tommy Murphy      | 4:3       | Billy Mills       |
| 1982             | Sammy Pavis       | 9:8       | Kieran Erwin      |
| 1983             | John McLaughlin   | 10:4      | Jack McIntyre     |
| 1984             | Jack McLaughlin   | 10:3      | Harry Morgan      |
| 1985             | Sammy Pavis       | 10:9      | Kieran Erwin      |
| 1986             | Colin Sewell      | 10:4      | Gordon Campbell   |
| 1987             | Seamus McClarey   | 10:7      | Joe Swail         |
| 1988             | Paul Doran        | 10:5      | Martin O’Neill    |
| 1989             | Harry Morgan      | 10:9      | Martin O’Neill    |
| 1990             | Kieran McAlinden  | 10:9      | Joe Swail         |
| 1991             | Michael Duffy     | 10:8      | Andy Sharpe       |
| 1992             | Declan Hughes     | 10:8      | Kieran Erwin      |
| 1993             | Patrick Wallace   | 10:8      | Kieran Erwin      |
| 1994             | Kieran McAlinden  | 10:6      | Michael Duffy     |
| 1995             | Julian Logue      | 10:6      | Colin Bingham     |
| 1996             | Joe Meara         | 10:6      | Paul King         |
| 1997             | Jonathan Nelson   | 10:5      | Paddy Doherty     |
| 1998             | Martin O’Neill    | 10:8      | Jonathan Nelson   |
| 1999             | Michael Duffy     | 10:2      | Kieran McMahon    |
| 2000             | Patrick Wallace   | 10:2      | Barry McNamee     |
| 2001             | Sean O’Neill      | 10:5      | Julian Logue      |
| 2002             | Joe Meara         | 10:7      | Jonathan Nelson   |
| 2003             | Mark Allen        | 10:4      | Colin Bingham     |
| 2004             | Colin Bingham     | 10:9      | Joe Meara         |
| 2005             | Mark Allen        | 10:1      | Kieran McMahon    |
| 2006             | Dermot McGlinchey | 10:9      | Kieran McMahon    |
| 2007             | Patrick Wallace   | 10:5      | Joe Meara         |
| 2008             | Jordan Brown      | 10:9      | Julian Logue      |
| 2009             | Jordan Brown      | 10:4      | Dermot McGlinchey |
| 2010             | Dermot McGlinchey | 10:8      | Kieran McMahon    |
| 2011             | Kieran McMahon    | 8:5       | Brian Milne       |
| 2012             | Patrick Wallace   | 10:4      | Dermot McGlinchey |
| 2013             | Patrick Wallace   | 10:4      | Jordan Brown      |
| 2014             | Patrick Wallace   | 10:4      | Ramie McAllister  |
| 2015             | Patrick Wallace   | 10:2      | Jordan Brown      |
| 2016             | Patrick Wallace   | 10:8      | Jordan Brown      |
| 2017             | Jordan Brown      | 10:8      | Dermot McGlinchey |
| 2018             | Jordan Brown      | 10:5      | Patrick Wallace   |
| 2019             | Declan Lavery     | 10:5      | Darren Dornan     |
| 2020             | Declan Lavery     | 10:9      | Robbie McGuigan   |
| 2021             | Robbie McGuigan   | 10:4      | Rab McCullagh     |
| 2022             | Robbie McGuigan   | 10:6      | Rab McCullagh     |
| 2023             | Robbie McGuigan   | 10:8      | Raymond Fry       |
| 2024             | Darren Dornan     | 10:5      | Ryan McQuillan    |
| 2025             | Patrick Wallace   | 10:7      | Raymond Fry       |

### Rangliste
| Platz | Spieler           | Gold | Silber | Finalteilnahmen |
| ----- | ----------------- | ---- | ------ | --------------- |
| 1     | Patrick Wallace   | 9    | 1      | 10              |
| 2     | Jack McNally      | 6    | 0      | 6               |
| 3     | Dessie Anderson   | 4    | 4      | 8               |
| 4     | Jordan Brown      | 4    | 3      | 7               |
| 5     | Jim Stevenson     | 4    | 2      | 6               |
| 6     | Maurice Gill      | 3    | 4      | 7               |
| 7     | Jack Bates        | 3    | 1      | 4               |
| 7     | Jimmy Clint       | 3    | 1      | 4               |
| 7     | Robbie McGuigan   | 3    | 1      | 4               |
| 10    | Dermot McGlinchey | 2    | 3      | 5               |
| 11    | John Ross         | 2    | 2      | 4               |
| 11    | Sammy Crothers    | 2    | 2      | 4               |
| 11    | Sammy Pavis       | 2    | 2      | 4               |
| 11    | Donal McVeigh     | 2    | 2      | 4               |
| 11    | Joe Meara         | 2    | 2      | 4               |
| 16    | Michael Duffy     | 2    | 1      | 3               |
| 17    | William Agnew     | 2    | 0      | 2               |
| 17    | Paddy Donnelly    | 2    | 0      | 2               |
| 17    | Kieran McAlinden  | 2    | 0      | 2               |
| 17    | Mark Allen        | 2    | 0      | 2               |
| 17    | Declan Lavery     | 2    | 0      | 2               |
| 22    | Kieran McMahon    | 1    | 4      | 5               |
| 23    | Sammy Brooks      | 1    | 2      | 3               |
| 23    | Sean MacMahon     | 1    | 2      | 3               |
| 23    | Martin O’Neill    | 1    | 2      | 3               |
| 23    | Julian Logue      | 1    | 2      | 3               |
| 23    | Colin Bingham     | 1    | 2      | 3               |
| 23    | Jonathan Nelson   | 1    | 2      | 3               |
| 29    | Gibson Barron     | 1    | 1      | 2               |
| 29    | Jackie Rea        | 1    | 1      | 2               |
| 29    | William Seeds     | 1    | 1      | 2               |
| 29    | Billy Hanna       | 1    | 1      | 2               |
| 29    | Alex Higgins      | 1    | 1      | 2               |
| 29    | Harry Morgan      | 1    | 1      | 2               |
| 29    | Darren Dornan     | 1    | 1      | 2               |
| 36    | J. Perry          | 1    | 0      | 1               |
| 36    | W. Little         | 1    | 0      | 1               |
| 36    | J. Luney          | 1    | 0      | 1               |
| 36    | J. French         | 1    | 0      | 1               |
| 36    | W. Lowe           | 1    | 0      | 1               |
| 36    | J. Hillis         | 1    | 0      | 1               |
| 36    | Paddy Morgan      | 1    | 0      | 1               |
| 36    | Eddie Swaffield   | 1    | 0      | 1               |
| 36    | Raymond Burke     | 1    | 0      | 1               |
| 36    | Sam Clarke        | 1    | 0      | 1               |
| 36    | Tommy Murphy      | 1    | 0      | 1               |
| 36    | John McLaughlin   | 1    | 0      | 1               |
| 36    | Jack McLaughlin   | 1    | 0      | 1               |
| 36    | Colin Sewell      | 1    | 0      | 1               |
| 36    | Seamus McClarey   | 1    | 0      | 1               |
| 36    | Paul Doran        | 1    | 0      | 1               |
| 36    | Declan Hughes     | 1    | 0      | 1               |
| 36    | Sean O’Neill      | 1    | 0      | 1               |